# Insulacebus toussaintiana
Insulacebus toussaintiana (лат.) — вид вымерших млекопитающих из парвотряда широконосых обезьян (Platyrrhini) отряда приматов, единственный в роде Insulacebus.
Вид был назван С. Куком в соавторстве с другими исследователями в 2011 году. Остатки (голотип UF 114714) состоят из фрагментов черепа (зубы и связанные с верхней и нижней челюстями кости). Они были найдены в местности Trouing Jérémie на Гаити, в слоях, относящихся к голоцену.
Представляли собой всеядных животных и вели древесный образ жизни. Кладистический анализ поместил данный вид в трибу Aotini Poche, 1904 (вероятно, тождественна семейству Aotidae) надсемейства Ateloidea.